# Фомальгаут C
Фомальгаут C (LP 876-10) — красный карлик, третья звезда системы Фомальгаута. Находится на расстоянии 2,5 световых лет (0,77 пк) от Фомальгаута А и 3,2 световых лет от Фомальгаута В (0,987 пк), и в 25 световых годах (7,6 пк) от Солнечной системы.
На небесной сфере звезда находится более чем в пяти градусах от Фомальгаута А, примерно на полпути между ним и туманностью Улитка. Фомальгаут C находится в созвездии Водолея, в то время как остальные звезды системы находятся в созвездии Южной Рыбы.

## Открытие
Звезда Фомальгаут C была занесена в каталог Виллемом Лейтеном в 1979 году как одиночная звезда LP 876-10. Позднее, в октябре 2013 года, по данным о скорости движения звезды и расстояния до неё был сделан вывод, что она является частью тройной звездой системы Фомальгаут, поэтому звезда получила название Фомальгаут C.

## Характеристики
Масса звезды составляет 0,2 солнечной массы (0,2 M⊙), тогда как Фомальгаут A имеет массу 1,9 M⊙, а Фомальгаут B — 0,7 M⊙.
Видимая звёздная величина звезды равна 12,6m. Фомальгаут C находится довольно далеко от других звёзд системы — в 0,77 парсеках от Фомальгаута A, а к Солнцу она расположена относительно близко — на расстоянии в 7,6 парсек. Поэтому угловое расстояние между звёздами на ночном небе довольно велико и составляет 5,7°, или около 11 диаметров полных лун, а с учётом Фомальгаута B, вся система занимает на небе область в 8 градусов. Так, компоненты системы A и B наблюдаются в созвездии Южной Рыбы, а Фомальгаут C — в созвездии Водолея. Таким образом, эта тройная система является наиболее протяжённой по своим угловым размерам. Из-за невысокой светимости Фомальгаут C не виден невооружённым глазом, а только в телескоп.
Фомальгаут C также является редким примером красного карлика, не относящегося к звёздному скоплению, чей возраст хорошо определён: он составляет около 440 миллионов лет, что составляет примерно десятую часть возраста Солнечной системы.
В декабре 2013 года вокруг этой звезды был обнаружен остаточный диск. Это второй пылевой диск в системе, а первый был обнаружен у Фомальгаута А. Остаточный диск был обнаружен с помощью космического телескопа Гершель, его температура была оценена в 24 К.

### Кометный пояс
Вместе с остаточным диском вокруг Фомальгаута C вращаются экзокометы. Остаточный диск, вращающийся вокруг звезды, довольно яркий и имеет вытянутую форму: такие структуры иногда называют коментыми поясами из-за очень вытянутых орбит некоторых объектов. Наличие подобных структур несвойственно для красных карликов, каковым является Фомальгаут C.
Фомальгаут А также обладает кометным поясом. Наличие кометных поясов сразу у двух звёзд системы — редкое явление, что наводит на мысль о связи кометных поясов компонент A и C, при этом у Фомальгаута B кометного пояса не обнаружено. Считается, что остаточный диск Фомальгаута A возмущается воздействием неподтверждённой экзопланеты Фомальгаут b (не путать со звездой Фомальгаут B), также небольшую роль в этом может играть и Фомальгаут C. И наоборот, воздействие Фомальгаута A возмущает остаточный диск Фомальгаута C, не исключено и наличие экзопланет у красного карлика. Из-за этого оба остаточных диска приобретают форму, отличную от круговой, и увеличивают свою яркость.

### Орбита
Оборот по орбите Фомальгаута C вокруг A, по оценкам, занимает 20 миллионов лет. Приливной радиус системы Фомальгаута A составляет 6,2 световых года (1,9 парсека), так что Фомальгаут C находится в его пределах, а скорость движения Фомальгаута C лишь на 1 км/с отличается от скорости Фомальгаута A, так что система действительно является связанной, а вероятность обратного составляет лишь 10-5. Учитывая возраст трёх звёзд в 440 миллионов лет и расстояние в 2,5 световых года, это означает, что Фомальгаут C совершил полный оборот вокруг Фомальгаута A всего 22 раза.